# Evadarea lui Rochefort
Evadarea lui Rochefort este o pictură în ulei pe pânză realizată în jurul anului 1878 a pictorului francez Édouard Manet. În prezent se află la Kunsthaus Zürich. Înfățișează evadarea din 1874 a lui Victor Henri Rochefort, marchiz de Rochefort-Luçay din captivitatea din Noua Caledonie, la care fusese condamnat pentru rolul său din timpul Comunei din Paris. Genul picturii istorice s-a ocupat în mod tradițional de subiecte istorice și mitologice, iar Evadarea lui Rochefort este considerată extrem de semnificativă pentru prezentarea unui eveniment încă proaspăt în memoria publică. O a doua versiune, mai mică, a tabloului se află în Musée d'Orsay.